# Nicolas Armindo

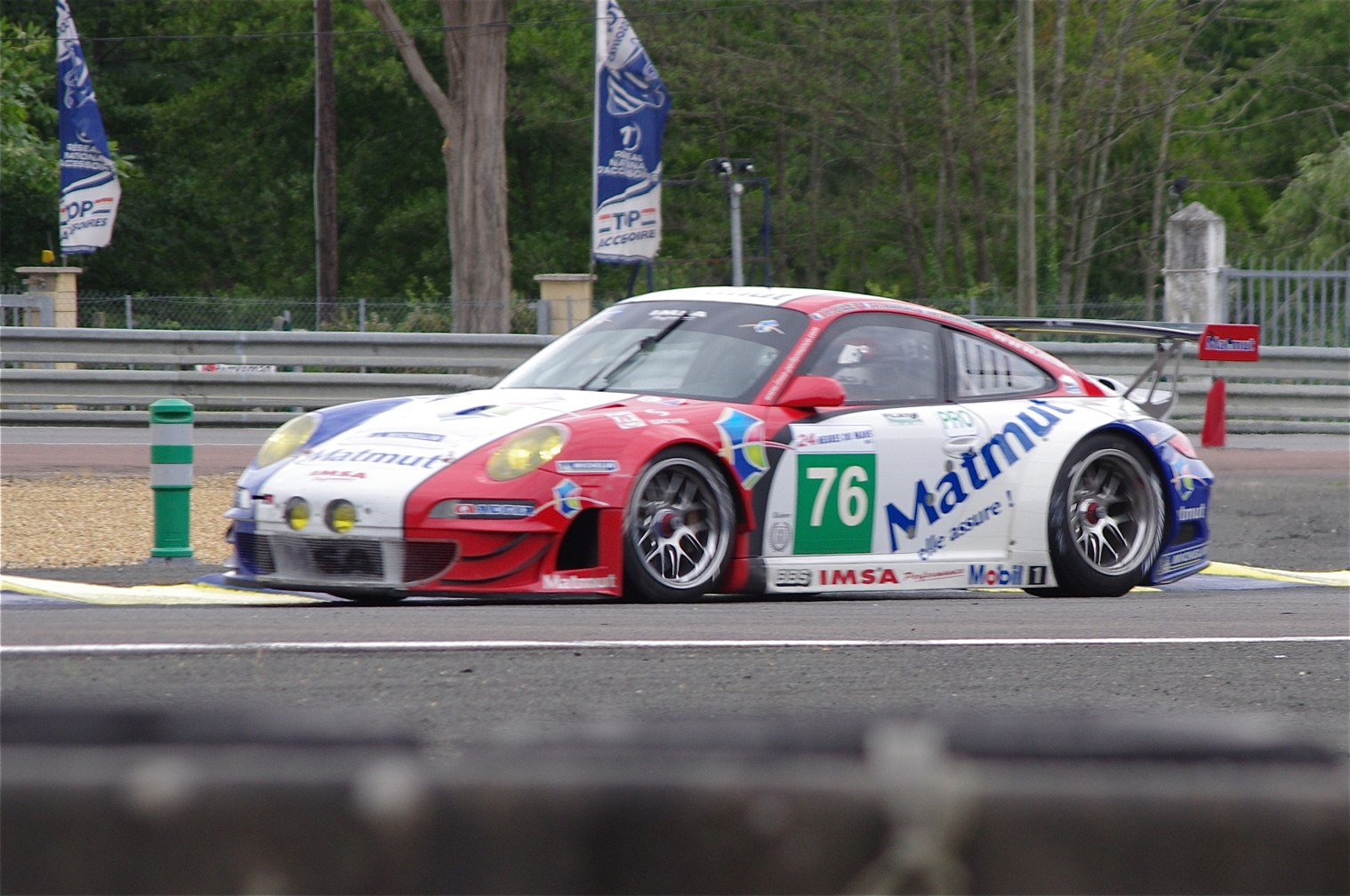
Der Porsche 997 GT3 RSR von Raymond Narac, Patrick Pilet und Nicolas Armindo beim 24-Stunden-Rennen von Le Mans 2011

Nicolas Armindo (* 8. März 1982 in Colmar) ist ein ehemaliger französischer Automobilrennfahrer.

## Karriere
Nicolas Armindo begann seine professionelle Motorsportkarriere im Formelsport. Dort fuhr er von 2001 bis 2003 in der französischen Formel Renault, bei der er 2001 mit dem dritten Platz in der Meisterschaft sein bestes Formel-Ergebnis erzielte. Parallel startete er 2002 und 2003 im Formel Renault 2.0 Eurocup und 2003 in der Formel-3-Euroserie.
2004 wechselte er in den Porsche Carrera Cup und startete dort im französischen und deutschen Markenpokal. Im Porsche Carrera Cup Deutschland trat er von 2004 ununterbrochen bis 2012 an und konnte dort 2010 mit dem Fahrertitel seinen ersten Meistertitel feiern. Davor wurde er 2005 Vizemeister und 2003 dritter in der Fahrerwertung. Im Carrera Cup Frankreich trat er erst wieder in der Saison 2014 an und erreichte den siebten Platz in der Gesamtwertung.
Von 2006 bis 2008 und in den Jahren 2010 und 2015 ging Armindo beim Porsche Supercup an den Start. Dort erzielte er 2007 mit dem neunten Rang sein bestes Saisonergebnis in der Rennserie.
Armindo fuhr von 2009 bis 2013 in der ADAC GT Masters. Bereits in seiner ersten Saison erreichte er auf einem Audi R8 LMS für das Team Rosberg den sechsten Platz und gleichzeitig seine beste Meisterschaftswertung in der Serie.
Mit dem Team Rosberg startete er zusammen mit César Campaniço 2009 auch in der FIA-GT3-Europameisterschaft und gewann den dritten Platz in der Meisterschaft. Ein Jahr später fuhren er und Neel Jani mit einem Ford GT von Matech Competition in der FIA-GT1-Weltmeisterschaft und belegten zum Saisonende den 33. Platz.
Ab 2011 ging Armindo vermehrt bei Langstreckenrennen an den Start und fuhr für das Team IMSA Performance Matmut mit einem Porsche 997 GT3 RSR im Intercontinental Le Mans Cup und in der Le Mans Series bzw. European Le Mans Series. 2011 und 2012 konnte er mit seinen Fahrerkollegen Raymond Narac und Anthony Pons den Fahrertitel in der European Le Mans Series gewinnen. Nach einem Jahr in der American Le Mans Series für NGT Motorsport fuhr er abermals 2014 für IMSA Performance Matmut seine letzte Saison in der European Le Mans Series.
Von 2012 bis 2015 trat er in Rennen der Blancpain Endurance Series an. Sein bestes Saisonergebnis, den 12. Platz, erreichte er 2014 mit einem BMW Z4 GT3.
Zusammen mit Raymond Narac gewann er mit einem  Porsche 911 GT3 R 2014 die FFSA-GT-Meisterschaft.
2016 fuhr Nicolas Armindo mit einem Lamborghini Huracán LP620-2 in der Pro Am-Wertung der Lamborghini Super Trofeo Europe und belegte zum Saisonende den vierten Rang.
In den beiden Jahren 2016 und 2017 startete er zuletzt in einzelnen Rennen der V de V Challenge Endurance GT/Tourisme.
In seiner Laufbahn trat Armindo in verschiedenen 24-Stunden-Rennen an. In Le Mans ging der 2011, 2012 und 2014 an den Start. Seine beste Platzierung erreichte er 2012 zusammen mit Raymond Narac und Anthony Pons mit dem zweiten Platz in der GTE AM-Wertung.
Im Rahmen der Grand American Rolex Series trat er von 2011 bis 2013 jeweils beim 24-Stunden-Rennen von Daytona in der GT-Wertung an. Dort erzielte er 2013 mit dem 13. Rang sein bestes Gesamtergebnis bei diesem Rennen.

## Statistik

### Le-Mans-Ergebnisse
| Jahr | Team                    | Fahrzeug            | Teamkollege   | Teamkollege    | Platzierung | Ausfallgrund |
| ---- | ----------------------- | ------------------- | ------------- | -------------- | ----------- | ------------ |
| 2011 | IMSA Performance Matmut | Porsche 997 GT3 RSR | Raymond Narac | Patrick Pilet  | Rang 17     |              |
| 2012 | IMSA Performance Matmut | Porsche 997 GT3 RSR | Raymond Narac | Anthony Pons   | Rang 21     |              |
| 2014 | IMSA Performance Matmut | Porsche 997 GT3 RSR | Raymond Narac | David Hallyday | Rang 31     |              |

### Einzelergebnisse in der FIA-Langstrecken-Weltmeisterschaft
| Saison | Team        | Rennwagen           | 1   | 2   | 3   | 4   | 5   | 6   | 7   | 8   |
| ------ | ----------- | ------------------- | --- | --- | --- | --- | --- | --- | --- | --- |
| 2012   | IMSA Matmut | Porsche 997 GT3 RSR | SEB | SPA | LEM | SIL | SAO | BAH | FUJ | SHA |
| 2012   | IMSA Matmut | Porsche 997 GT3 RSR |     | 22  | 21  |     |     |     |     |     |
| 2014   | IMSA Matmut | Porsche 997 GT3 RSR | SIL | SPA | LEM | AUS | FUJ | SHA | BAH | SAO |
| 2014   | IMSA Matmut | Porsche 997 GT3 RSR | 31  |     |     |     |     |     |     |     |